# Cement portlandzki wieloskładnikowy

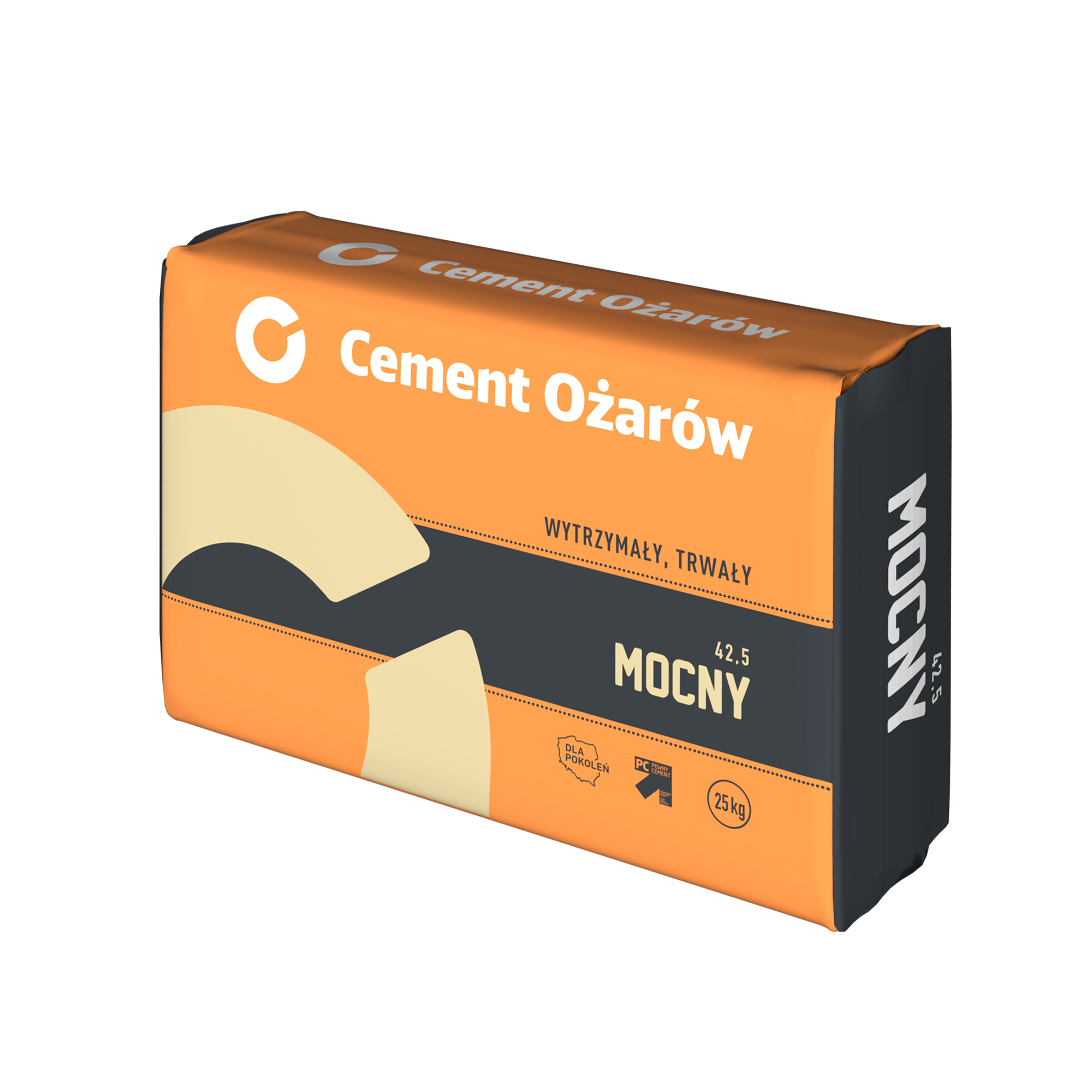
Worek cementu CEM II/A-V 42,5 R

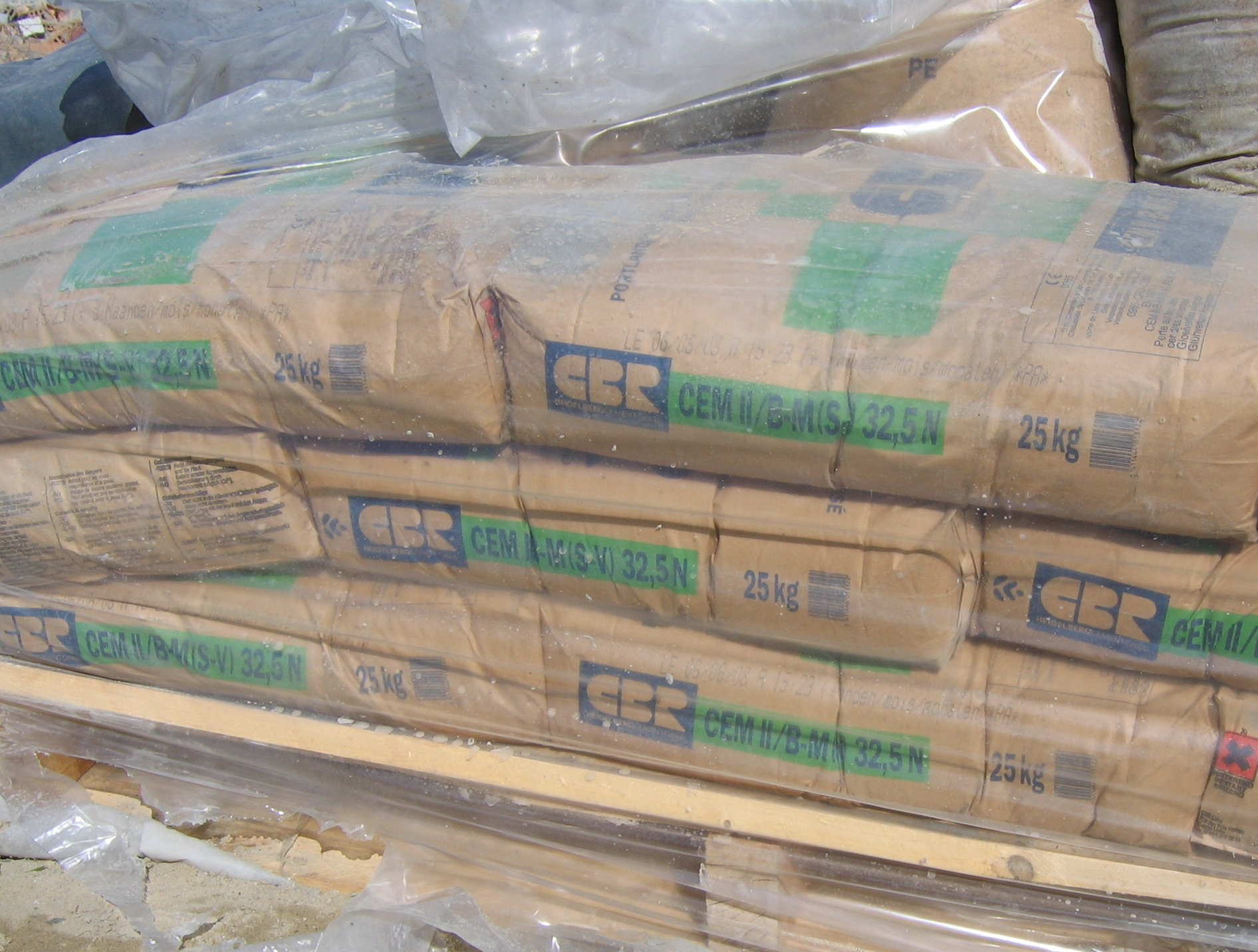
Paleta z cementem CEM II/B-M

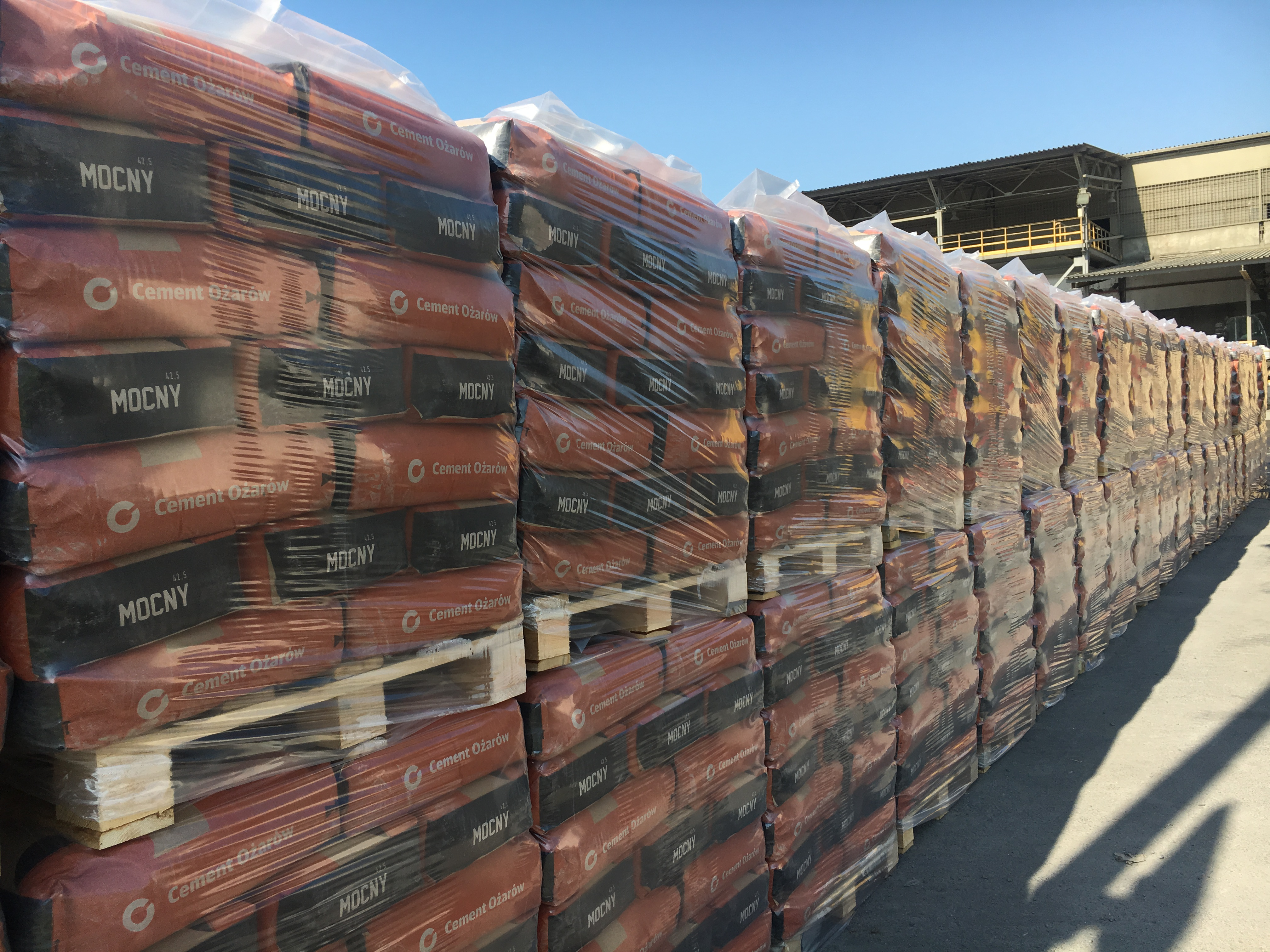
Palety z cementem CEM II A-V 42,5R

Cement portlandzki wieloskładnikowy – rodzaj cementu. Jest to szary, sypki materiał, otrzymywany ze zmielenia klinkieru cementowego z dodatkami mineralnymi, jak popiół lotny, żużel wielkopiecowy, pucolana, wapień itp.
Cement portlandzki wieloskładnikowy powstaje z wymieszania klinkieru portlandzkiego z dodatkami mineralnymi takimi jak:
- żużel wielkopiecowy S
- popiół lotny krzemionkowy V
- popiół lotny wapniowy W
- pył krzemionkowy D
- pucolana naturalna P
- pucolana wypalana Q
- wapień L, LL

Oznaczenie ilości dodatku (odmiany):
- A 6-20%
- B 21-35%

Cementy CEM II podobnie jak CEM I dzieli się na klasy, w zależności od wytrzymałości na ściskanie zaprawy normowej:
- 32,5 (wytrzymałość próbek po 28 dniach 32,5 -52,5MPa)
- 42,5 (wytrzymałość próbek po 28 dniach 42,5 -62,5MPa)
- 52,5 (wytrzymałość próbek po 28 dniach >52,5MPa)

Ponadto można wyróżnić cementy o wysokiej wytrzymałości wczesnej R i normalnej wytrzymałości wczesnej N
Przykład oznaczenia cementu: CEM II/A-V 32,5 R (cement portlandzki popiołowy klasy 32,5 o wysokiej wytrzymałości wczesnej). Ze względu na bardzo dużą różnorodność cementów z tej grupy każdy z nich może się cechować odmiennymi właściwościami. W większości przypadków są to obniżone ciepło hydratacji, spowolniony przyrost wytrzymałości, podwyższona odporność na agresję chemiczną.
- Właściwości fizyczne:
  - gęstość: ρ = 3,05 kg/dm³
  - gęstość nasypowa: w stanie luźnym ρ = 0,9-1,2 kg/dm³, w stanie zagęszczonym ρ = 1,6-1,9 kg/dm³

Przykłady produkowanych cementów portlandzkich wieloskładnikowych:
cement portlandzki żużlowy CEM II/B-S
Cement o wysokiej wytrzymałości wczesnej. Głównymi składnikami są:
- klinkier portlandzki (65÷79%)
- granulowany żużel wielkopiecowy (21÷35%)
- siarczan wapnia – regulator czasu wiązania

cement portlandzki wieloskładnikowy CEM II/A-V i CEM II/B-V
Powstaje ze zmielenia klinkieru z popiołami lotnymi.
cement portlandzki wapienny CEM II/A-LL i CEM II/B-M
Cement o wysokiej wytrzymałości wczesnej. Skład:
- klinkier portlandzki
- kamień wapienny
- regulator czasu wiązania